# San Isidro, Magdalena Peñasco
San Isidro är en ort i Mexiko.   Den ligger i kommunen Magdalena Peñasco och delstaten Oaxaca, i den sydöstra delen av landet, 300 km sydost om huvudstaden Mexico City. San Isidro ligger 2 161 meter över havet och antalet invånare är 666.
Terrängen runt San Isidro är kuperad, och sluttar österut. Runt San Isidro är det glesbefolkat, med 14 invånare per kvadratkilometer. Närmaste större samhälle är Heroica Ciudad de Tlaxiaco, 12,8 km nordväst om San Isidro. Trakten runt San Isidro består i huvudsak av gräsmarker.